# Lumière du meilleur film d'animation
Le  Lumière du meilleur film d'animation est une récompense cinématographique française décernée par l'Académie des Lumières depuis 2017.

## Palmarès

### Années 2010
- 2017 : Ma vie de Courgette de Claude Barras [1]
  - La Jeune Fille sans mains de Sébastien Laudenbach
  - Louise en hiver de Jean-François Laguionie
  - La Tortue Rouge de Michael Dudok de Wit
  - Tout en haut du monde de Rémi Chayé

- 2018 : Le Grand Méchant Renard et autres contes... de Benjamin Renner et Patrick Imbert [2]
  - Drôles de petites bêtes de Antoon Krings et Arnaud Bouron
  - Zombillénium de Arthur de Pins et Alexis Ducord

- 2019 : Dilili à Paris de Michel Ocelot
  - Astérix : Le Secret de la potion magique de Louis Clichy et Alexandre Astier
  - Pachamama de Juan Antin
  - Mutafukaz de  Shojiro Nishimi et Run

### Années 2020
- 2020 : J'ai perdu mon corps de Jérémy Clapin [3]
  - La Fameuse Invasion des ours en Sicile de Lorenzo Mattotti
  - Funan de Denis Do
  - Les Hirondelles de Kaboul de Zabou Breitman et Eléa Gobbé-Mévellec
  - Wardi de Mats Grorud

- 2021 : Josep de Aurel [4]
  - Calamity, une enfance de Martha Jane Cannary, de Rémi Chayé
  - L'Extraordinaire Voyage de Marona, d'Anca Damian
  - Petit Vampire, de Joann Sfar

- 2022 : Le Sommet des Dieux de Patrick Imbert
  - Pil de Julien Fournet
  - Princesse Dragon d'Anthony « Tot » Roux et Jean-Jacques Denis
  - La Traversée de Florence Miailhe
  - Le Tour du monde en quatre-vingts jours de Samuel Tourneux

- 2023 : Le Petit Nicolas : Qu'est-ce qu'on attend pour être heureux ? d'Amandine Fredon et Benjamin Massoubre
  - Ernest et Célestine : Le Voyage en Charabie de Julien Chheng et Jean-Christophe Roger
  - Le Pharaon, le Sauvage et la Princesse de Michel Ocelot
  - Les Secrets de mon père de Véra Belmont
  - Les voisins de mes voisins sont mes voisins de Anne-Laure Daffis et Léo Marchand

- 2024 : Linda veut du poulet ! de Chiara Malta et Sébastien Laudenbach
  - Interdit aux chiens et aux Italiens d'Alain Ughetto
  - Mars Express de Jérémie Périn
  - Saules aveugles, femme endormie de Pierre Földes
  - La Sirène de Sepideh Farsi

- 2025 : Flow de Gints Zilbalodis
  - Angelo dans la forêt mystérieuse de Vincent Paronnaud et Alexis Ducord
  - Maya, donne-moi un titre de Michel Gondry
  - La Plus Précieuse des marchandises de Michel Hazanavicius
  - Sauvages ! de Claude Barras